# خدا یه رقاصه
«خدا یه رقاصه» (به انگلیسی: God Is a Dancer) ترانه‌ای مشترک از دی‌جی تییستو و میبل خوانندهٔ انگلیسی است که در سپتامبر ۲۰۱۹ منتشر شد. این ترانه توسط تییستو، ویولت اسکایز و جاش ویلکینسون ساخته شده و تییستو و ویلکینسون تهیه‌کنندگان آن هستند.

## انتشار
در ۱۷ دسامبر ۲۰۱۹ میبل با درج جمله‌های «آتیشو حس می‌کنین؟» و «چون موسیقی تو راهه» در صفحهٔ اینستاگرامش خبر از انتشار این آهنگ داد. یک روز بعد تییستو، تاریخ انتشار و طرح جلد تک‌آهنگ را در رسانه‌های اجتماعی خود به اشتراک گذاشت. پس از انتشار «خدا یه رقاصه»، وب‌سایتی، هم‌نام با ترانه ایجاد شد.

## فهرست قطعه‌ها
| نسخه دیجیتال | نسخه دیجیتال   | نسخه دیجیتال |
| شماره        | نام            | مدت          |
| ------------ | -------------- | ------------ |
| ۱.           | «خدا یه رقاصه» | ۲:۴۸         |

| نسخه دیجیتال (آکوستیک) | نسخه دیجیتال (آکوستیک)   | نسخه دیجیتال (آکوستیک) |
| شماره                  | نام                      | مدت                    |
| ---------------------- | ------------------------ | ---------------------- |
| ۱.                     | «خدا یه رقاصه» (آکوستیک) | ۲:۵۳                   |

| نسخه دیجیتال (رمیکس جیمز هایپ) | نسخه دیجیتال (رمیکس جیمز هایپ)   | نسخه دیجیتال (رمیکس جیمز هایپ) |
| شماره                          | نام                              | مدت                            |
| ------------------------------ | -------------------------------- | ------------------------------ |
| ۱.                             | «خدا یه رقاصه» (رمیکس جیمز هایپ) | ۲:۵۳                           |